# The Fast and the Furious (videogioco 2006)
The Fast and the Furious, anche conosciuto come The Fast and the Furious: Tokyo Drift in Europa è un videogioco simulatore di guida del 2006 per PlayStation 2 e PlayStation Portable. Il videogioco è basato sul media franchise di Fast & Furious, più precisamente sul film The Fast and the Furious: Tokyo Drift.
Inizialmente doveva essere pubblicato da Universal Interactive, ma la compagnia ha cessato le attività prima che il gioco venisse completato. Era prevista anche una versione del gioco per Xbox, ma è stata cancellata.

## Modalità di gioco
I giocatori gareggiano sull'Autostrada Shuto o su strade di montagna. Sull'autostrada, i giocatori possono competere in corse da punto a punto o gare per raggiungere la velocità più alta possibile dall'inizio alla fine del percorso. Anche sulle strade di montagna si può garaggiare in corse da punto a punto, ma sono disponibili anche competizioni di drifting. Lungo le strade sono posizionati dei punti che permettono di accedere alle gare e alle concessionarie d'auto: questi garage sono presi dal film omonimo. Ci sono otto differenti concessionarie (delle quali sette su licenza ufficiale) in cui si possono comprare i veicoli: Nissan, Mitsubishi, Mazda, Honda, Toyota, Subaru, Lexus e una base della Marina degli Stati Uniti d'America, dove secondo il manuale d'istruzioni del gioco le automobili vengono portate in Giappone da soldati che finiscono per venderle, o vengono semplicemente importate nella base. I negozi di tuning sono sparsi su tutta la mappa e offrono miglioramenti delle prestazioni dell'automobile, miglioramenti visivi alla carrozzeria e verniciatura gratuiti e completamente personalizzabili dal giocatore. Il gioco include molte auto giapponesi come Mazda RX-7, Mitsubishi Lancer Evolution, Subaru Impreza WRX STI, Toyota Supra, Honda NSX e Nissan Skyline, ma i veicoli Honda e Acura non sono presenti nelle versioni PAL del gioco, a causa di problemi con le licenze. Sono presenti nel gioco anche alcune auto americane  come Chevrolet Corvette Z06 e Shelby GT500, così come alcune versioni americane di automobili giapponesi o auto prodotte da case automobilistiche giapponesi in America, come Honda Civic SI Coupe e Mitsubishi Eclipse.

## Sviluppo
Nel 2003, un gioco omonimo era in sviluppo, per poi essere cancellato. Il suo trailer promozionale è stato addirittura incluso tra i contenuti bonus del DVD di 2 Fast 2 Furious. I due giochi non avevano alcun collegamento a parte il loro titolo e legame con il franchise di Fast & Furious, ed erano in sviluppo presso due differenti sviluppatori: Genki per il videogioco cancellato del 2003 ed Eutechnyx per il videogioco pubblicato nel 2006.

## Accoglienza
The Fast and the Furious è stato accolto da recensioni miste. GameRankings e Metacritic hanno dato al gioco una valutazione di rispettivamente 58% e 59 su 100 per la versione PlayStation 2 e 55% e 58 su 100 per la versione PlayStation Portable.